# Грот святого Онуфрія (Улашківці)
Грот святого Онуфрія — цінна і унікальна геологічна пам'ятка природи, археології та історії лівобережжя Середнього Подністров'я. Розташований в селі Улашківцях Нагірянської громади Чортківського району на Тернопільщині.

## Загальні відомості
Лежить у західній околиці села на першій надзаплавній терасі правого берега річки Серет, на скелястому травертиновому виступі гори в 4 м нижче його вершини (урочище Під кляштором), вище якого розташований монастир отців-василіан). Північно-східна частина скельного плеса в ярі омивається правою течією безіменного струмка. До гроту можна потрапити з північно-західної частини схилу гори. Перед входом до гроту знаходиться похиле трикутникоподібне плато, що утворене внаслідок накопичення відкладів делювію.
Згадується в наукових публікаціях таких польських та українських дослідників, як Мечислав Орлович, Іван Крип'якевич, Богдан Рідуш та інші, які повідомляли, що тут знаходиться грот пов'язаний з культом святого Онуфрія.
У 2011—2012 роках досліджувався та обстежувався археологом, спелеологом, дослідником старожитностей, фортифікацій та топоніміки Володимиром Добрянським. Під час його досліджень було встановлено, що грот утворений у вапняковому туфі травертину. Такі геологічні формації виникли не в морських, а в континентальних умовах. За основним морфологічним класом цей грот сформований в каскаді в результаті нарощування травертину, в якому й відбувся процес його карстування — пізніше на процеси формування травертинової скелі та гроту спричинили впливи дії вивітрювання та водоерозії.
Встановлено, що в 70 м північніше від гроту в схилі яру, з якого витікає джерело (біля нього є фігура святого Івана Хрестителя), знайдена крем'яна подовгасто-пірамідальної форми пластина, яка виготовлена шляхом сколювання з нуклеоса. Це знаряддя праці датується періодом пізнього палеоліту — мезоліту.
Навесні 2013 року Володимиром Добрянським у 250—300 м західніше гроту відкрите та досліджене багатошарове поселення, яке розміщене в присілку села, що носить топонімічну назву Хатки. Воно розташовується на трикутному мисі біля глибоких схилів крутого берега правої течії р. Серет. Під час обстеження було з'ясовано, що поселення повністю зруйноване сучасними будівлями. Культурний шар, на жаль, простежено тільки на приватних городах розміщених вздовж схилів яру. Тут виявлено, досліджено та обстежено старожитності трипільської, комарівської і голіградської культур.
По всій ймовірності в дохристиянські часи тут існувало язичницьке святилище, про існування якого свідчить збережений вапняковий кам'яний менгір, що був спеціально з-віддаля занесений сюди. Він лежить північніше гроту у верхній частині травертинової скелі, біля якої витікає джерело. На місці менгіра зараз встановлено водозбірник та поставлено статую Івана Хрестителя. Пізніше, орієнтовно в XV—XVI ст. на місці цього святилища виник християнський скит. Тому предтечею та першопочатком християнського монастирського чернечого життя, що впродовж кількох століть розвивалося й формувалося в с. Улашківцях — є цей невеликий травертиновий грот. Його функціональне призначення — це скит. Адепти цього віровчення втілювали практику ісихазму. Це явище на Подністров'ї втілене також у греко-католицькому обряді, яке є унікальним у культурному просторі католицького світу, що пов'язане з культом святого Онуфрія Великого. Тому стверджуємо, що це унікальний регіон, аналогів якому не знаходимо не лише в Україні, але на інших теренах ближнього та далекого зарубіжжя.  Філософія ісихазму також була втілена в побуті, архітектурі та інших проявах культурного життя Лівобережжя Середнього Подністров'я та Галичини в XVI—XIX ст.